# Ungleichung von Azuma-Hoeffding
Die Ungleichung von Azuma-Hoeffding ist eine Ungleichung aus der Stochastik für (Super-)martingale, deren Zuwächse beschränkt sind. Wassily Hoeffding bewies die Ungleichung 1963 für unabhängige Zufallsvariablen. 1967 konnte Kazuoki Azuma das Resultat auf die Martingaltheorie erweitern. Sie gehört zur Klasse der „Konzentrationsungleichungen“.

## Aussage
Sei {\displaystyle (X_{n},{\mathcal {F}}_{n})_{n\geq 0}} ein Supermartingal, dessen Zuwächse {\displaystyle X_{n}-X_{n-1}} durch eine nichtnegative reellwertige Folge {\displaystyle (c_{n})_{n\in \mathbb {N} }\subset [0,\infty )} beschränkt werden, d. h. {\displaystyle |X_{n}-X_{n-1}|\leq c_{n}} für alle {\displaystyle n\geq 1} erfüllt.
Mit der Setzung {\displaystyle d_{n}^{2}:=c_{1}^{2}+\cdots +c_{n}^{2}} gilt nun, dass
(1) {\displaystyle P(X_{n}-X_{0}\geq t)\leq \exp \left(-{\frac {t^{2}}{2d_{n}^{2}}}\right),\quad t\geq 0,n\in \mathbb {N} .}
(2) Ist {\displaystyle (X_{n})_{n\geq 0}} ein Martingal, gilt außerdem: {\displaystyle P(|X_{n}-X_{0}|\geq t)\leq 2\exp \left(-{\frac {t^{2}}{2d_{n}^{2}}}\right),\quad t\geq 0,n\in \mathbb {N} .}
Bemerkung: Lässt sich {\displaystyle X_{n}-X_{n-1}} durch Folgen {\displaystyle a_{n}} und {\displaystyle b_{n}} beschränken, d. h. gilt {\displaystyle a_{n}\leq X_{n}-X_{n-1}\leq b_{n}}, kann man {\displaystyle c_{n}=\max\{|a_{n}|,|b_{n}|\}} wählen.

## Beweis
In der Literatur finden sich verschiedene Beweise. Der folgende Beweis folgt der Darstellung in Schilling (2018).
Da {\displaystyle x\mapsto e^{tx}} für {\displaystyle t\geq 0} und {\displaystyle x\in \mathbb {R} } konvex ist, gilt für {\displaystyle -c\leq x\leq c} dass {\displaystyle e^{tx}\leq {\frac {e^{tc}-e^{-tc}}{2c}}x+{\frac {1}{2}}(e^{tc}+e^{-tc})}.
Setze {\displaystyle x=X_{n}-X_{n-1}} und {\displaystyle c=c_{n}} in die Ungleichung ein und bilde den bedingten Erwartungswert bzgl. {\displaystyle {\mathcal {F}}_{n-1}}, so folgt
{\displaystyle E(e^{t(X_{n}-X_{n-1})}|{\mathcal {F}}_{n-1})\leq \underbrace {\frac {e^{tc_{n}}-e^{-tc_{n}}}{2c_{n}}} _{\geq 0}\underbrace {E(X_{n}-X_{n-1}|{\mathcal {F}}_{n-1})} _{\leq 0}+{\frac {e^{tc_{n}}-e^{-tc_{n}}}{2}}\leq {\frac {e^{tc_{n}}-e^{-tc_{n}}}{2}}}.
Aus der Ungleichung {\displaystyle (2k)!\geq 2^{k}k!} folgt {\displaystyle {\frac {1}{2}}(e^{-y}+e^{y})=\sum \limits _{k=0}^{\infty }{\frac {y^{2k}}{(2k)!}}\leq \sum \limits _{k=0}^{\infty }{\frac {y^{2k}}{2^{k}k!}}=e^{y^{2}/2}} und damit  Fehler beim Parsen (SVG (MathML kann über ein Browser-Plugin aktiviert werden): Ungültige Antwort („Math extension cannot connect to Restbase.“) von Server „http://localhost:6011/de.wikipedia.org/v1/“:): {\displaystyle E(e^{t(X_n-X_{n-1})}|\mathcal{F}_n)\leq e^{t^2c_n^2/2}}
.
Mit der Turmeigenschaft und der Eigenschaft des „Herausziehens von Bekanntem“ des bedingten Erwartungswerts erhält man:
{\displaystyle E\left(e^{t(X_{n}-X_{0})}\right)=E\left(\prod \limits _{i=1}^{n}e^{t(X_{i}-X_{i-1})}\right)=E\left(\prod \limits _{i=1}^{n-1}e^{t(X_{i}-X_{i-1})}E(e^{t(X_{n}-X_{n-1})}|{\mathcal {F}}_{n-1})\right)\leq E\left(\prod \limits _{i=1}^{n-1}e^{t(X_{i}-X_{i-1})}\right)e^{t^{2}c_{n}^{2}/2}\leq \cdots \leq e^{t^{2}d_{n}^{2}/2}}.
Die Markov-Ungleichung liefert für {\displaystyle t,\xi \geq 0} zuletzt: {\displaystyle P(X_{n}-X_{0}\geq t)=P(e^{\xi (X_{n}-X_{0})}\geq e^{t\xi })\leq e^{-t\xi }E\left(e^{\xi (X_{n}-X_{0})}\right)\leq e^{-t\xi +\xi ^{2}d_{n}^{2}/2}=e^{-{\frac {1}{2}}t^{2}/d_{n}^{2}+1/2(\xi d_{n}-t/d_{n})^{2}}}.
Minimiert man {\displaystyle -{\frac {1}{2}}t^{2}/d_{n}^{2}+1/2(\xi d_{n}-t/d_{n})^{2}} in {\displaystyle \xi }, nimmt die rechte Seite wegen der Monotonie bei {\displaystyle \xi =t/d_{n}^{2}} ihr Minimum an und (1) ist gezeigt.
Ist {\displaystyle (X_{n})_{n\geq 0}} ein Martingal, so ist {\displaystyle -X_{n}} ein Supermartingal, d. h. es gilt {\displaystyle P(X_{n}-X_{0}\leq -t)\leq \exp(-t^{2}/(2d_{n}^{2}))}. Addiert man dies und (1), folgt auch die Behauptung in (2).

## Anwendungen
Die Azuma-Hoeffding-Ungleichung lässt sich auf stochastische Varianten kombinatorischer Optimierungsprobleme, u. a. das Problem des Handlungsreisenden oder Matching-Probleme, anwenden.